# 佐賀県高等学校一覧
| 総数                       | 43校             |
| 国立                       | 0校              |
| 公立                       | 34校             |
| 私立                       | 9校              |
| 教育委員会所在地           | 〒840-8570       |
| 佐賀県佐賀市城内一丁目1-59 |                  |
| 公式サイト                 | 佐賀県教育委員会 |

佐賀県高等学校一覧（さがけんこうとうがっこういちらん）は、佐賀県の高等学校一覧である。吉野ヶ里町 ・上峰町・江北町には高等学校は設置されていない。

## 公立

### 普通科校
- 佐賀県全域から受験可能。2023年度から「全県1学区」として通学区域制限を廃止した[1]。再編されるまでは「東部」「中部」「北部」「西部」の4学区（専門学科とスポーツ推薦などは県内全域から受験できたが、2012年度より特色選抜試験・一般試験に変わり、スポーツ推薦は廃止）から、2016年度に生徒減少期に対応した「東部」「西部」の2学区に分かれるなどの経過を辿っていた[2]。

#### 東部学区
- 該当地域 - 鳥栖市、基山町、上峰町、みやき町、神埼市、吉野ヶ里町、佐賀市、多久市、小城市
  - 佐賀県立鳥栖高等学校（鳥栖市） - 併設型中高一貫教育校
  - 佐賀県立神埼高等学校（神埼市）
  - 佐賀県立三養基高等学校（みやき町）
  - 佐賀県立佐賀西高等学校（佐賀市）
  - 佐賀県立佐賀北高等学校（佐賀市）
  - 佐賀県立佐賀東高等学校（佐賀市）
  - 佐賀県立致遠館高等学校（佐賀市） - 併設型中高一貫教育校
  - 佐賀県立小城高等学校（小城市）

#### 西部学区
- 該当地域 - 伊万里市、有田町、武雄市、鹿島市、大町町、江北町、白石町、嬉野市、太良町、唐津市、玄海町（ただし唐津市のうち、向島・馬渡島・加唐島・松島・小川島の居住者は県内すべての学校を受験可能）
  - 佐賀県立唐津東高等学校（唐津市） - 併設型中高一貫教育校
  - 佐賀県立唐津西高等学校（唐津市）
  - 佐賀県立厳木高等学校（唐津市）
  - 佐賀県立伊万里高等学校（伊万里市）
  - 佐賀県立武雄高等学校（武雄市） - 併設型中高一貫教育校
  - 佐賀県立鹿島高等学校（鹿島市）
  - 佐賀県立白石高等学校（白石町）
  - 佐賀県立太良高等学校（太良町）

### 実業系・総合学科校
- 佐賀県全域から受験可能。

#### 工業
| - 佐賀県立佐賀工業高等学校（佐賀市） - 佐賀県立鳥栖工業高等学校（鳥栖市） - 佐賀県立唐津工業高等学校（唐津市） | - 佐賀県立嬉野高等学校（嬉野市） - 佐賀県立有田工業高等学校（有田町） |

#### 商業
| - 佐賀県立佐賀商業高等学校（佐賀市） - 佐賀県立鳥栖商業高等学校（鳥栖市） - 佐賀県立唐津商業高等学校（唐津市） | - 佐賀県立白石高等学校（大町町） - 佐賀県立鹿島高等学校（鹿島市）- 家庭に関する学科も有。 - 佐賀県立伊万里実業高等学校（伊万里市） |

#### 農業・林業
| - 佐賀県立高志館高等学校（佐賀市） - 佐賀県立佐賀農業高等学校（白石町） | - 佐賀県立唐津南高等学校（唐津市）- 家庭に関する学科も有。 - 佐賀県立伊万里実業高等学校（伊万里市） |

#### 家庭
- 佐賀県立牛津高等学校（小城市）

#### 総合学科
| - 佐賀県立神埼清明高等学校（神埼市） - 佐賀県立多久高等学校（多久市） | - 佐賀県立嬉野高等学校（嬉野市） - 佐賀県立唐津青翔高等学校（玄海町）- 2010年度入学生まで北部学区の普通科、2011年度以降は総合学科校。 |

## 私立
佐賀市
| - 弘学館高等学校（中高一貫校） - 佐賀学園高等学校（一部中高一貫校） - 佐賀女子短期大学付属佐賀女子高等学校 | - 佐賀清和高等学校（中高一貫校） - 龍谷高等学校（中高一貫校） - 北陵高等学校 |

基山町
- 東明館高等学校（中高一貫校）

唐津市
- 早稲田佐賀高等学校（中高一貫校）

伊万里市
- 敬徳高等学校

## 高等学校に相当する学校

### 国立海上技術学校
- 国立唐津海上技術学校（唐津市）- 管轄は国土交通省。

### 高等専修学校
| - 九州国際高等学園（佐賀市） - 佐賀星生学園（佐賀市） | - 鳥栖三養基医師会立看護高等専修学校（鳥栖市） - 鹿島藤津地区医師会立看護高等専修学校（鹿島市） |

### サポート校・学習センター
- 神村学園高等部武雄校舎（武雄市）
- KTC中央高等学院佐賀キャンパス（佐賀市）
- トライ式高等学院（佐賀市）